# الخرکه
الخرکه (به اسپانیایی: Aljaraque) یک شهرستان در اسپانیا است.

## خصوصیات
الخرکه ۳۴ کیلومترمربع مساحت و ۱۴٬۸۴۶ نفر جمعیت دارد.